# Donusa
Donusa, är en tysk-grekisk-schweizisk film från 1992.

## Handling
Stefan kommer till en ö i Egeiska havet, och blir förälskad i Eleni, och när hon sedan hittas död, blir Stefan misstänkt.

## Rollista
- André Hennicke - Stefan
- Christina Papamichou - Eleni
- Christos Tsagas - Elenis pappa
- Tasso Kavadia
- Eva Kotamanidou
- Dimitris Poulikakos